# 2K Games
2K Games – amerykański wydawca gier komputerowych, wchodzący w skład spółki Take-Two Interactive. 2K Games powstało w ramach współpracy ze spółkami Rockstar Games i Global Star w 2005 roku. 2K Games wydaje głównie gry autorstwa studiów Firaxis Games, Visual Concepts, Kush Games, Indie Built, Venom Games, PopTop Software i Frog City Software. W skład przedsiębiorstwa wchodzi też spółka 2K Sports, odpowiedzialna za produkcję m.in. serii NBA 2K.
W 2015 roku zamknięto jeden z oddziałów przedsiębiorstwa – 2K China.

## Gry wydane przez 2K Games
| Gra                                               | Data wydania | Platformy                                                        |
| ------------------------------------------------- | ------------ | ---------------------------------------------------------------- |
| Sid Meier’s Pirates!                              | 2004         | Windows, Xbox, PSP                                               |
| Amped 3                                           | 2005         | Xbox 360                                                         |
| Call of Cthulhu: Mroczne zakątki świata           | 2005         | Xbox, Windows                                                    |
| Civilization IV                                   | 2005         | Windows, Mac OS X                                                |
| Close Combat: First to Fight                      | 2005         | Windows, Xbox, Mac OS X                                          |
| Conflict: Global Terror                           | 2005         | PlayStation 2, Xbox, Windows                                     |
| Dungeon Siege II                                  | 2005         | Windows                                                          |
| Jade Empire                                       | 2005         | PC                                                               |
| Motocross Mania 3                                 | 2005         | PlayStation 2, Xbox                                              |
| Serious Sam 2                                     | 2005         | Windows, Linux, Xbox                                             |
| Vietcong 2                                        | 2005         | Windows                                                          |
| 24: The Game                                      | 2006         | PlayStation 2                                                    |
| CivCity: Rome                                     | 2006         | Windows                                                          |
| Civilization IV: Warlords                         | 2006         | Windows, Mac OS X                                                |
| Dungeon Siege II: Broken World                    | 2006         | Windows                                                          |
| Dungeon Siege: Throne of Agony                    | 2006         | PSP                                                              |
| Family Guy Video Game!                            | 2006         | Xbox, Playstation 2, PSP                                         |
| Prey                                              | 2006         | Windows, Xbox 360, telefon komórkowy, Mac OS X                   |
| Sid Meier’s Railroads!                            | 2006         | Windows                                                          |
| Stronghold Legends                                | 2006         | Windows                                                          |
| The Da Vinci Code                                 | 2006         | Playstation 2, Xbox, Windows                                     |
| The Elder Scrolls IV: Oblivion                    | 2006         | Xbox 360, Playstation 3                                          |
| BioShock                                          | 2007         | Xbox 360, Windows, Playstation 3                                 |
| Civilization IV: Beyond the Sword                 | 2007         | Windows                                                          |
| Fantastyczna Czwórka: Narodziny Srebrnego Surfera | 2007         | NDS, Wii, Xbox 360, Playstation 2, Playstation 3                 |
| Ghost Rider                                       | 2007         | Playstation 2, Xbox, PSP, Game Boy Advance                       |
| The Darkness                                      | 2007         | Playstation 3, Xbox 360                                          |
| The Elder Scrolls IV: Shivering Isles             | 2007         | Xbox 360                                                         |
| Borderlands                                       | 2009         | Playstation 3, Windows, Xbox 360                                 |
| Civilization IV: Colonization                     | 2008         | Windows                                                          |
| Civilization Revolution                           | 2008         | NDS, Playstation 3, Xbox 360                                     |
| Don King Presents: Prizefighter                   | 2008         | Xbox 360, NDS, Wii                                               |
| NHL 2K9                                           | 2008         | Playstation 2, Xbox 360, Playstation 3, Wii                      |
| Champions Online                                  | 2009         | Xbox 360, Windows                                                |
| NBA 2K9                                           | 2009         | Xbox 360, Playstation 3, PC                                      |
| NBA 2K10                                          | 2009         | Xbox 360, Playstation 3, PC, Wii                                 |
| BioShock 2                                        | 2010         | Xbox 360, Windows, Playstation 3                                 |
| NBA 2K11                                          | 2010         | Xbox 360, Playstation 3, PC                                      |
| Mafia II                                          | 2010         | Xbox 360, Windows, Playstation 3                                 |
| Civilization V                                    | 2010         | Windows                                                          |
| Duke Nukem Forever                                | 2011         | Xbox 360, Playstation 3, Windows                                 |
| The Darkness II                                   | 2012         | Xbox 360, Playstation 3, Windows                                 |
| Civilization V: Bogowie i Królowie                | 2012         | Windows                                                          |
| Spec Ops: The Line                                | 2012         | Windows                                                          |
| Borderlands 2                                     | 2012         | Xbox 360, Playstion 3, Windows                                   |
| NBA 2K13                                          | 2012         | Xbox 360, Playstation 3, Windows                                 |
| XCOM: Enemy Unknown                               | 2012         | Xbox 360, PLaystation 3, Windows                                 |
| BioShock Infinite                                 | 2013         | Xbox 360, Playstation 3, Windows                                 |
| NBA 2K14                                          | 2013         | Xbox 360, Playstation 3, Playstation 4, Xbox One, Windows        |
| NBA 2K15                                          | 2014         | Xbox 360, Playstation 3, Playstation 4, Xbox One, Windows        |
| Borderlands: The Pre-Sequel!                      | 2014         | Xbox 360, Playstation 3, Windows                                 |
| Sid Meier’s Civilization: Beyond Earth            | 2014         | Windows                                                          |
| Evolve                                            | 2015         | Xbox 360, Playstation 3, Playstation 4, Xbox One, Windows        |
| Mafia III                                         | 2016         | Xbox ONE, Windows, Playstation 4                                 |
| Borderlands 3                                     | 2019         | Nintendo Switch, PlayStation 5, PlayStation 4, Xbox One, Windows |